# Kharoszthi
| I   | II  | III | X  | IX  | IIX | IIIX | XX | IXX |
| --- | --- | --- | -- | --- | --- | ---- | -- | --- |
| 1   | 2   | 3   | 4  | 5   | 6   | 7    | 8  | 9   |
|     |     |     |    |     |     |      |    |     |
| ੭   | Ȝ   | ੭Ȝ  | ȜȜ | ੭ȜȜ | ȜȜȜ | ੭ȜȜȜ |    |     |
| 10  | 20  | 30  | 40 | 50  | 60  | 70   |    |     |
|     |     |     |    |     |     |      |    |     |
| ʎI  | ʎII |     |    |     |     |      |    |     |
| 100 | 200 |     |    |     |     |      |    |     |

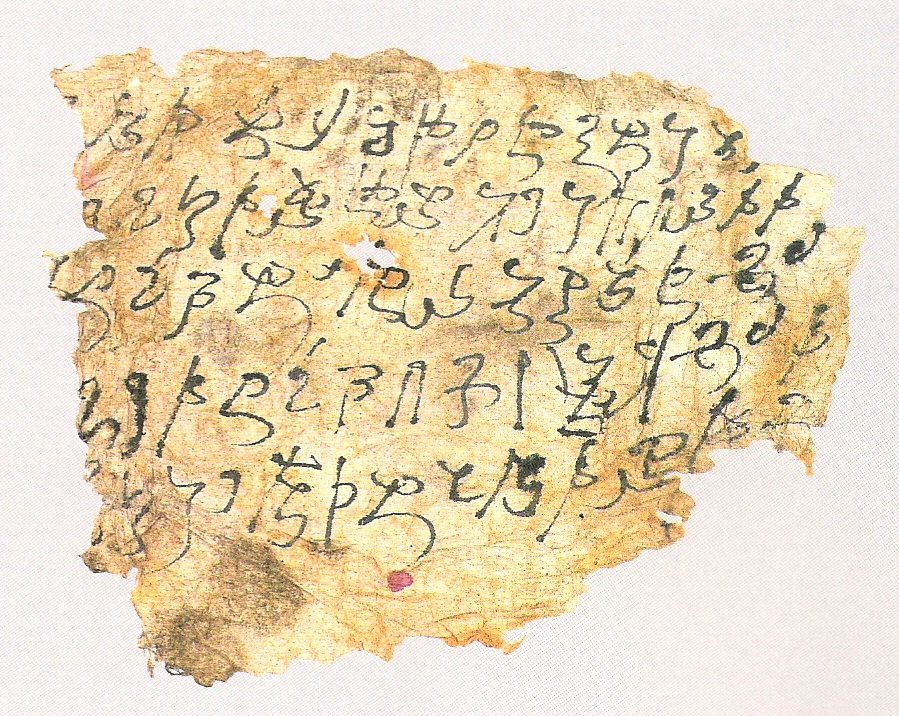
Kawałek papieru z tekstem w kharoszthi, Basen Tarymu, muzeum prowincjonalne Xinjiangu

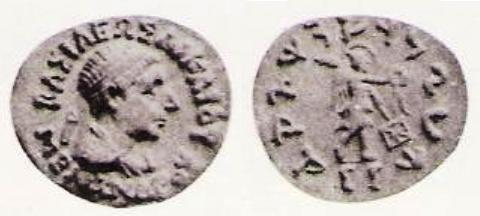
Moneta indo-grecka króla Menandra z napisem w kharoszthi: MAHARADżASA DHARMIKASA MENANDRASA

Kharoszthi (Kharoṣṭhī), pismo gāndhārī – alfabet sylabiczny używany od III w. p.n.e. do III w. n.e. na terenie starożytnych krain Gandhary, Sogdiany i Kuszanu. Wywodził się z alfabetu aramejskiego. Zachował się w odległych miejscowościach położonych na szlaku jedwabnym aż do VII w. Służył do zapisywania buddyjskich tekstów m.in. w sanskrycie i pali. Został odcyfrowany  przez James Prinsepa (1799–1840), który wykorzystał dwujęzyczne monety z alfabetem greckim z jednej strony i tekstem w języku pali w alfabecie kharoszthi na rewersie. 